# Toyota Venza

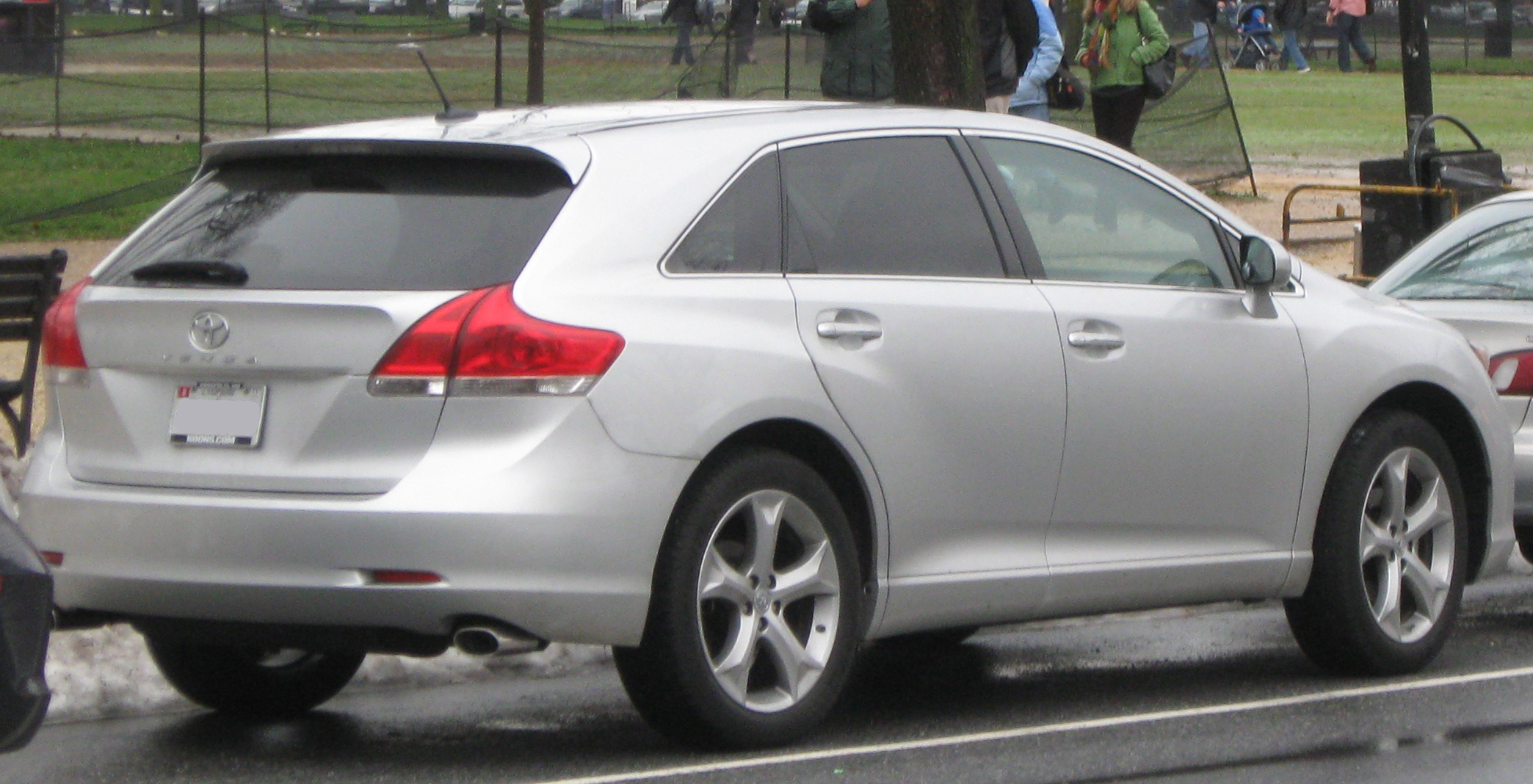
Tył nadwozia

Toyota Venza – samochód osobowy typu MPV produkowany przez japońską firmę Toyota w latach 2008-2017 oraz ponownie od roku 2020, głównie na rynek USA. Dostępny jako 5-drzwiowy van. Do napędu użyto silników R4 o pojemności 2,7 l oraz V6 3,5 l. Moc przenoszona jest na oś przednią (opcjonalnie AWD) poprzez 6-biegową automatyczną skrzynię biegów.

## Dane techniczne (R4 2.7)

### Silnik
- R4 2,7 l (2672 cm³), 4 zawory na cylinder, DOHC
- Układ zasilania: wtrysk EFi
- Średnica cylindra × skok tłoka: 90,00 mm × 105,00 mm
- Stopień sprężania: 10,0:1
- Moc maksymalna: 185 KM (136 kW) przy 5800 obr./min
- Maksymalny moment obrotowy: 247 N•m przy 4200 obr./min

## Dane techniczne (V6 3.5)

### Silnik
- V6 3,5 l (3456 cm³), 4 zawory na cylinder, DOHC
- Układ zasilania: wtrysk EFi
- Średnica cylindra × skok tłoka: 94,00 mm × 83,00 mm
- Stopień sprężania: 10,8:1
- Moc maksymalna: 272 KM (200 kW) przy 6200 obr./min
- Maksymalny moment obrotowy: 334 N•m przy 4700 obr./min